# Shagamu

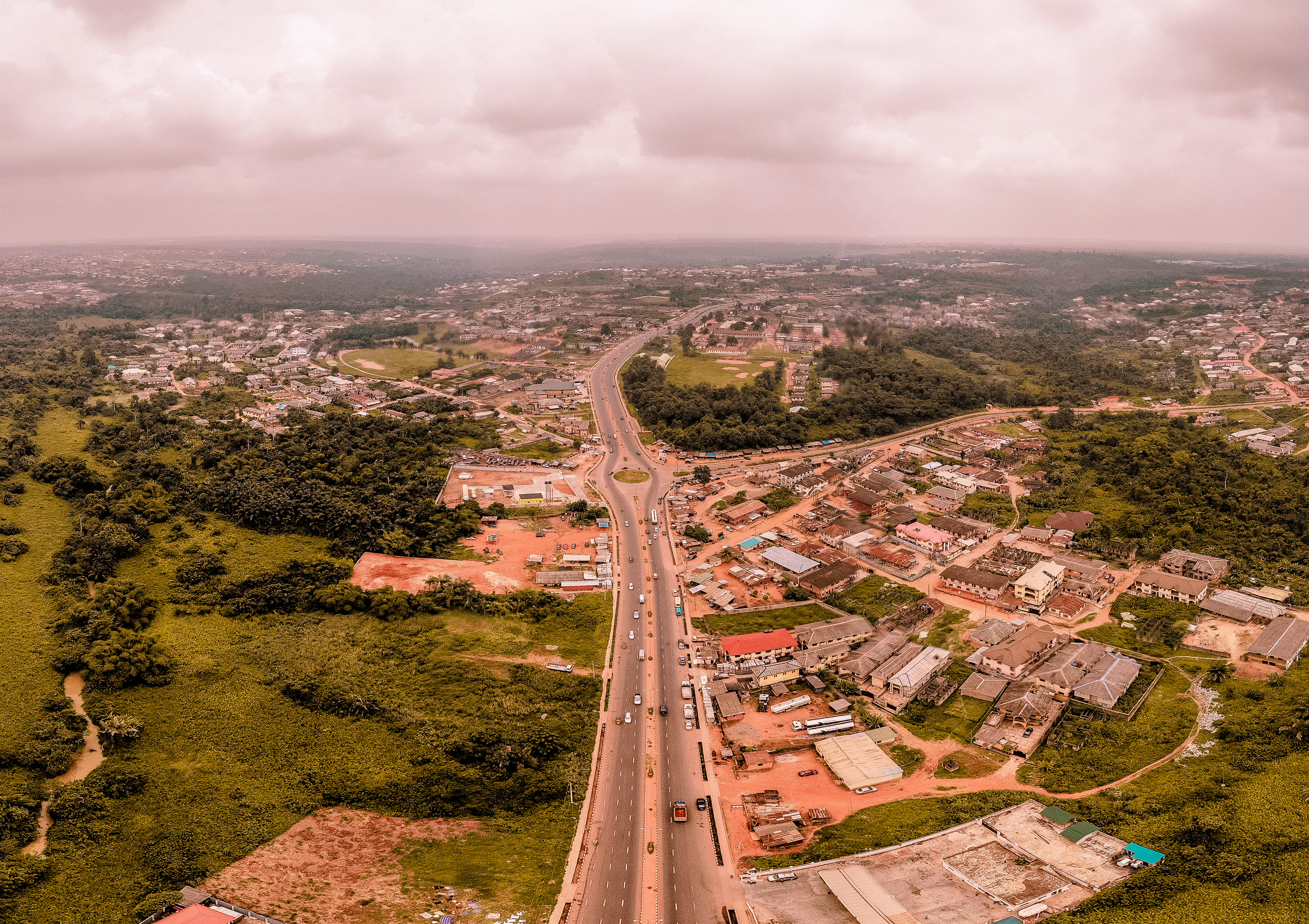
Shagamu

Shagamu ist eine Stadt im nigerianischen Bundesstaat Ogun und liegt im Südwesten von Nigeria. Einer Schätzung von 2007 zufolge hat sie 228.382 Einwohner.
Von Bedeutung für die Wirtschaft Shagamus sind der Kalkabbau und der Handel mit landwirtschaftlichen Produkten wie Kakao und Kolanüssen. Die Stadt wurde im 19. Jahrhundert gegründet und kontrollierte die Handelswege zwischen den Hafenstädten im Nigerdelta und dem Yorubaland, bis sie am Ende des 19. Jahrhunderts unter britische Herrschaft fiel. Vor allem seit den 1950er Jahren führt die Lage Shagamus zwischen Ibadan und Lagos zu einem starken Wachstum.
Shagamu und seine Umgebung bilden eine der 20 Local Government Areas (LGA) des Bundesstaates Ogun mit einer Fläche von 613,92 km². Bei der vorletzten Volkszählung 1991 hatte die LGA 155.726 Einwohner und damit eine Bevölkerungsdichte von 254 Einwohnern je km². In der Stadt selbst wurden 127.513 Einwohner gezählt.